# フランス語から日本語への借用
フランス語から日本語への借用（フランスごからにほんごへのしゃくよう）では、フランス語から日本語に入った借用語や翻訳借用について説明する。こうした語句は芸術、服飾、料理、菓子、哲学の分野に多い。近年、英語由来の外来語に押され消えていく語（例：仏語「アベック」→英語「カップル」）がある一方、雑誌などでは、多くの日本語話者にとって意味の分かる英語ではなく、なじみの薄いフランス語を使用して新鮮なイメージを持たせようとする傾向（例：「とらばーゆ」「25ans」）が見られ、これらが外来語として定着することもある。
以下の外来語の中にはフランス語から英語になってから日本語になったものもあり、英語で通じても元のフランス語では意味が通じなくなったものもある（例：クレヨン、グランプリ、アンコール）。また、フランス語から日本語になった言葉の中には英語では全く通じない言葉もある（例：デッサン、ズボン、オブジェ）。

## 事例

### 芸術

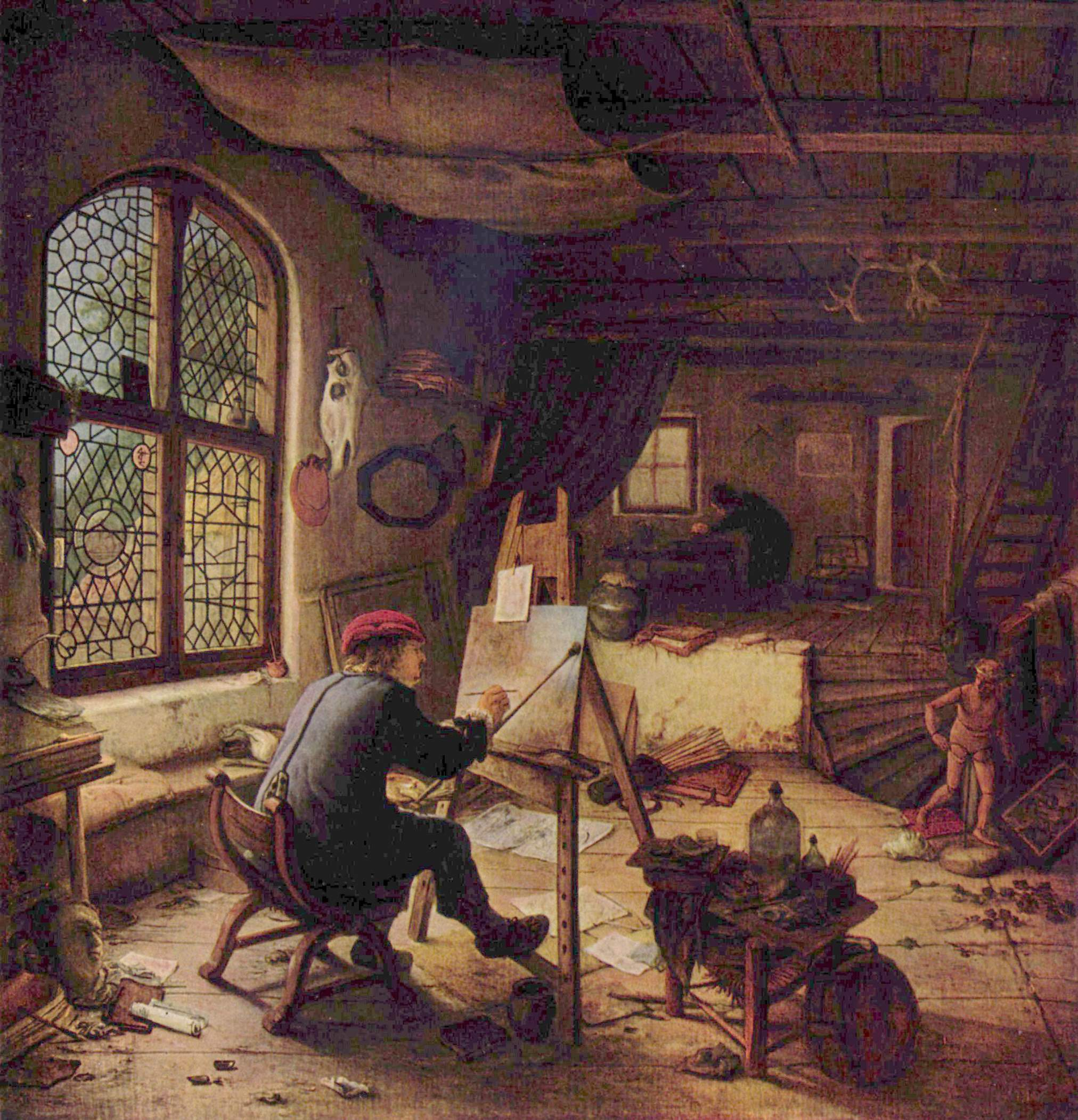
アトリエ

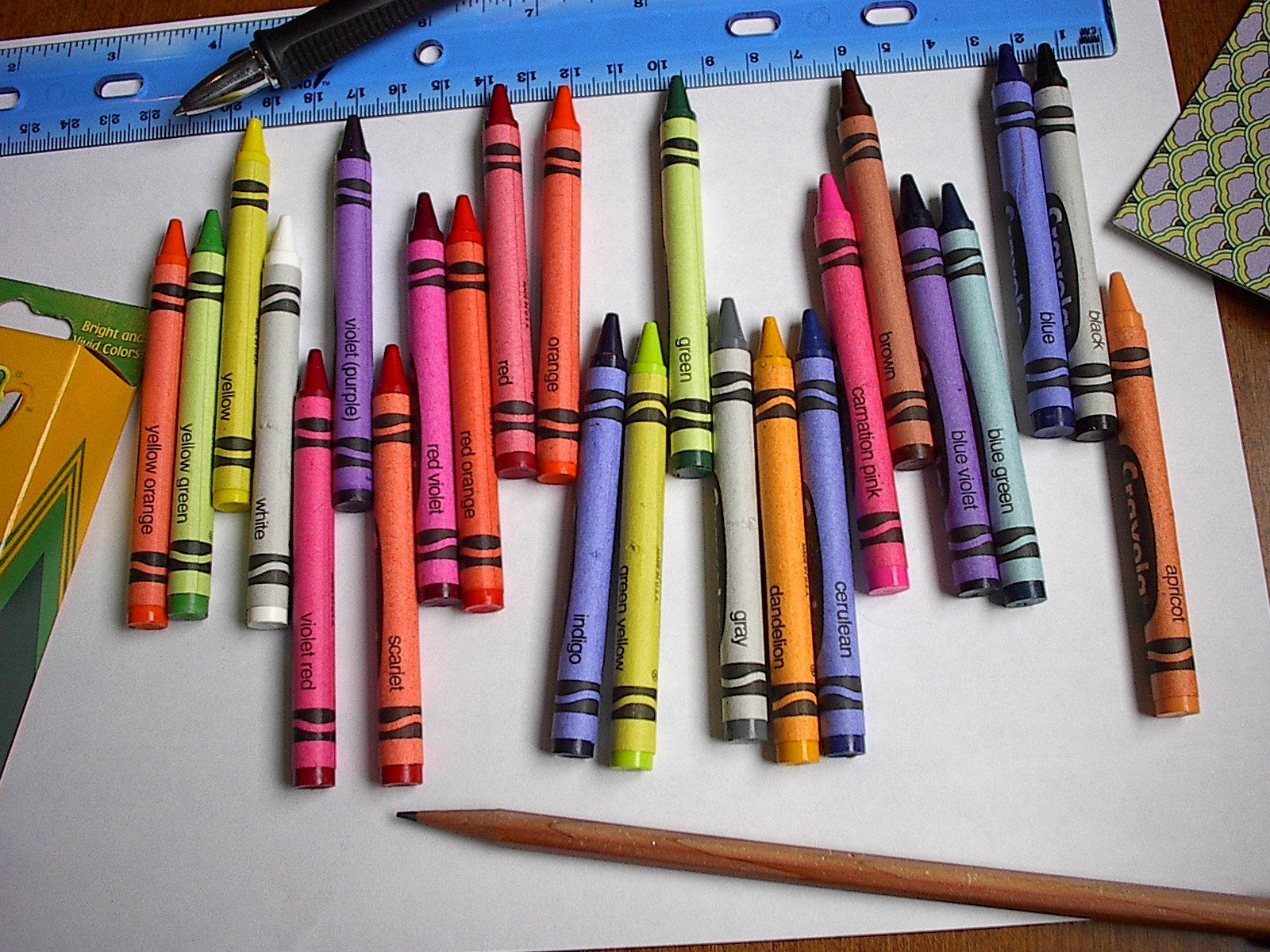
クレヨン

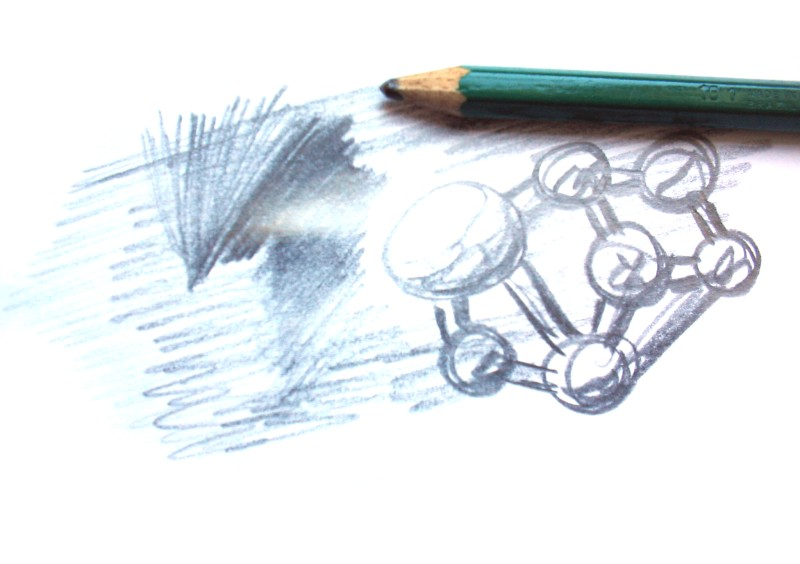
デッサン

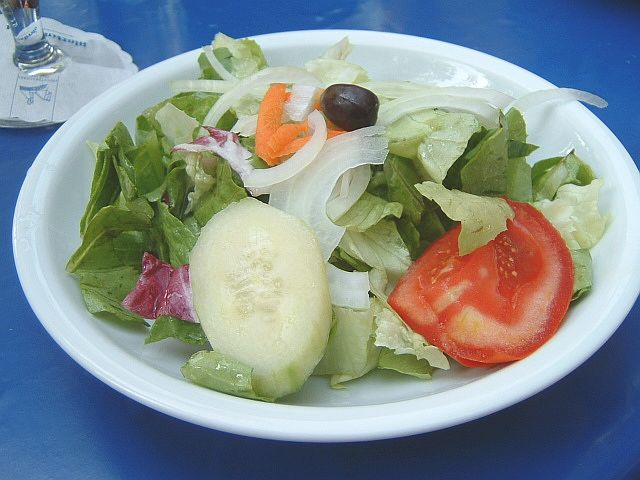
オードブル

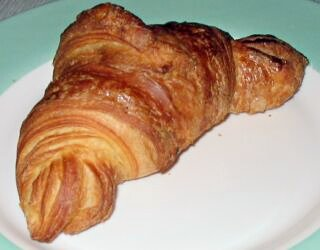
クロワッサン

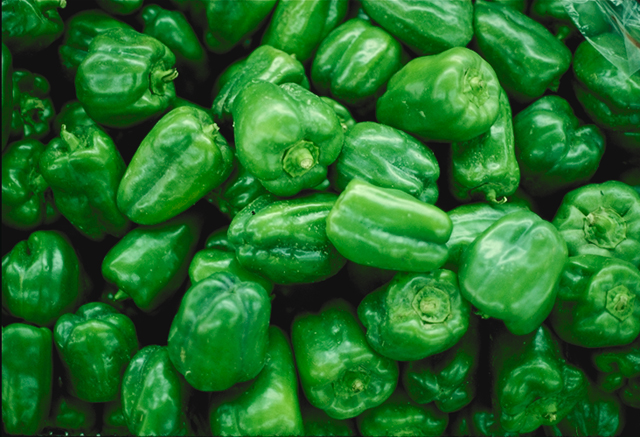
ピーマン

- アバンタイトル (avant-title) 
avant は…の前にの意。なお title は英語で、フランス語では titre （ティトゥル）である。
- アバンギャルド (avant-garde)
前衛芸術の意。
- アトリエ (atelier)
仏語ではワークショップもアトリエと呼ぶ。
- アール・ヌーヴォー (Art Nouveau)
nouveau は「新しい」を意味する形容詞。Art は「芸術」。
- アンサンブル (ensemble) 
ensembleは　「一緒に」。
- アンティーク (antique)「骨董品」
- エチュード (étude)
英語でstudyで、練習曲と訳される
- オブジェ (objet)
物あるいは対象の意。(英語：object)
- オマージュ (hommage)
- クレヨン (crayon)
フランス語では鉛筆の意。
- クロッキー (croquis)
- コラージュ (collage)
- シャンソン (chanson)
- シュール
超現実主義の意であり、surréalisme（シュルレアリスム）の誤った省略。sur は「上に」を示す前置詞。réalisme は「現実主義・リアリズム」。
- タブロー (tableau)
- テクスチャ (texture)
- デッサン (dessin)「素描」
- パ・ド・ドゥ (pas de deux)
英語に直訳すると「pace of two」で二人で踊る（ステップをする）の意
- バレエ (ballet)
- マチエール(matière)

### 服飾
- アップリケ (appliqué)
- オートクチュール (haute couture)
- ズボン (jupon)
日本で言うズボンではなく、ペチコートの意
- パンタロン (pantalon)
これが本来の「ズボン」の意味。
- シュミーズ (chemise)
男性のワイシャツ、書類を挟むホルダーもシュミーズと呼ばれる。
- ブルゾン (blouson)
- プレタポルテ (prêt-à-porter)
持って帰れる、すなわちすぐ着られるの意。
- ベレー（béret）「ベレー帽」
- マヌカン (mannequin)
日本で言う「マネキン」はこれを英語読みしたもの。
- ルージュ (rouge)＝口紅
赤の意。ムーラン・ルージュ、クメール・ルージュを参照。
- サロペット (salopette)「オーバーオール」と類似
- ブティック (boutique)

### 料理・食品
- アラカルト (à la carte)
carteは英語でcardの意。後述のmenu（ムニュ）がセットメニューであるのに対して、アラカルトは単品を選んでする注文の仕方である。なお、医学用語で言うカルテ（診療録）はドイツ語のKarteで、やはり英語ではcard及びchartの意。
- アラモード (à la mode)
アイスクリームを添えたもの。
- オードブル (hors-d'œuvre)
前菜のことであるが、レストランのメニューではEntrée（アントレ）という言葉を使うのが普通である。
- カフェ (café)
- カフェ・オ・レ (café au lait)
コーヒーと牛乳を入れた飲み物。「lait」はミルクのこと。生クリームを入れるならcafé à la crèmeになる。
- グラタン (gratin)
- グルメ (gourmet)　「食通」のこと。
- クロワッサン (croissant)
元々は三日月の意。
- コンソメ (consommé)
- トリュフ (truffe)
- ビュッフェ (buffet)
食器棚、軽食堂、立食パーティなどの意。ビュフェ。
- ブイヨン (bouillon)
- フォアグラ (foie gras)
テリーヌなどに調理したものをフォワグラと呼ぶが、生の状態のものにも同じ呼び名を使う。
- オムレツ (omelette)
- バゲット (baguette)
細長い形の一般的なフランスパン。パン屋では、同じように細長いフランスパンでも材料などに凝ったパンには別名を付けて売っている。
- ポタージュ (potage)
- ポトフ (pot-au-feu)
「火にかけた鍋」の意
- ムニエル(meunière)
- メニュー (menu)
フランス語の発音はムニュ。セットメニューだが、前菜やメインの料理に選択肢があることが多い。
- ラタトゥイユ (ratatouille)
- レストラン (restaurant)
- ピーマン (piment)
原義は、ピーマンを含めたトウガラシ類一般を指す。
- フォン・ド・ヴォー (fond de veau)

- ソムリエ （女性形ソムリエール） (Sommelier/Sommelière)

- マヨネーズ (mayonnaise)

### 菓子
- エクレア (éclair)
フランス語の発音はエクレール。稲妻、ひらめきの意。
- クレープ (crêpe)
- ゴーフル (gaufre)
ワッフルのこと。
- ゴーフレット (gaufrette)
小さいゴーフルの意。
- シュークリーム (choux à la crème)
フランス語のシュー(choux)キャベツの意と英語のクリーム(cream)を合成した日本語独自の造語。フランス語ではシュー・ア・ラ・クレーム。
- スフレ (soufflé)
- タルト (tarte)
トルテはドイツ語
- パティシエ （女性形パティシエール）(pâtissier/pâtissière)
- パフェ (parfait)
英語でperfectの意。
- プチフール (petit four)
小さな窯の意。一口サイズのケーキを指す。
- マロン (marron)
マロングラッセ（marron glacé）があり、街頭で売る焼き栗はマロンと呼ぶものの、マロニエの木の実をマロンと呼び、栗にはシャテーニュ（châtaigne）を使うのが一般的である。
- ミルフィーユ (mille-feuille)
千枚の葉の意。なお、フランス語ではミルフィーユ（mille fille）と言ってしまうと千人の娘の意味になってしまい、mille-feuilleとはならない。

### 社会・学問・思想
- アナルコサンディカリスム (anarcho-syndicalisme)
- アバンギャルド (avant-garde)
- アバンゲール (avant-guerre)
戦前派の意。
- アプレゲール (après-guerre)
戦後派。
- アンガージュマン (engagement)
参加すること。
- アンシャン・レジーム (ancien régime)
旧制度。
- エクリチュール (écriture)
- カルトゥーシュ(cartouche)
- クーデター (coup d'État)
- クレオール (créole)
- サンディカリスト (syndicaliste)
労働組合主義者。
- サンディカリスム (syndicalisme)
労働組合至上主義。
- シニフィアン (signifiant)
- シニフィエ (signifié)
- シュルレアリスム (surréalisme)
超現実主義。 フランス語の発音に忠実な表記はシュレアリスム。
- ディスクール (discours)
- ヌーヴォー・ロマン (nouveau roman)
- パロール (parole)
英語ではspeech 日本語では「ことば」
- パンセ (pensée)
英語ではthoughtで思想、考えの意。
- ブルジョワ (bourgeois)
- プロレタリア (prolétariat)
プロレタリアートはドイツ語のProletariatからの借用。
- ラング (langue)
舌、言語の意
- ルサンチマン (ressentiment)
- ルネサンス (Renaissance)
- レアリスム (réalisme)
「写実主義」のこと。英語からのリアリズム(realism)と同じ
- レゾンデートル (raison d'être)
和訳は「存在理由」「存在価値」「存在意義」「生き甲斐」など。この語の英訳は reason to be。reason for being、または reason for livingという意訳も見られる。

### その他
- アバンチュール (aventure)
英語のadventureに相当。アヴァンテュール。
- アベック (avec)
原義は英語の with に相当。「共に」を表す接続詞。アヴェクの意味ならカップル（couple）を使う。
- アンケート (enquête)
- アンコール (encore)
また、もう一度の意。日本語で(再び)呼び出しの意味。
- アンツーカー (en-tout-cas)
- エスプリ (esprit)
- エチケット (étiquette)
ticketと同語源で札、ラベルの意。
- オーエス（oh hisse）
「それ引け」という意味。綱引きの掛け声「オーエス」は、この言葉から来ているという説がある。
- カムフラージュ (camouflage)
- キャバレー (cabaret)
- ギャルソン (garçon)
少年の意。レストランやカフェ等の「ボーイ」の意味もあるが、最近では本人に向かって使うと失礼になる。
- ギロチン (Guillotine)
- クーペ (coupé)
- グランプリ (Grand Prix)
直訳して「大賞」と呼ばれる事もある。
- コンクール (concours)
- コンシェルジュ (concierge)
マンション管理人、ホテルのコンシェルジュを指す。
- サボタージュ(sabotage)
日本語のサボるという動詞の語源。
- サロン (salon)
- シャーシ (châssis)
枠組みという意味。自動車用語のシャシで使う。
- シャトー (château)
城の意だが（ヴェルサイユ宮殿は仏語ではシャトー）、給水塔も「水のシャトー」と呼ばれる。
- ジャンル (genre)
- シルエット (silhouette)
- ディスコテーク (discothèque)、または、ディスコ (disco)
- デジャヴュ (déjà vu)
既に見たの意。既視感。
- トリアージ(triage)
選別治療
- ノンブル(nombre)
英語の「ナンバー」に相当。図書のページ番号を指す印刷用語。
- パラシュート (parachute)
para は、「～に反する・対抗する」を示す接頭辞。落下（chute）に para を付ける事で落下傘の意味を表す。
- パラソル (parasol)
前項に同じ。太陽（sol）を防ぐ傘の意味。雨傘は雨（pluie）に para を付けて parapluie（パラプリュイ）と綴る。
- バリカン
製造会社、Barriquand et Marre より。
- ビバーク (bivouac)
登山時の露営のこと。
- ブーケ (bouquet)
- ブーケ・トス (bouquet toss)
- プロムナード (promenade)
- ベージュ (beige)
- ポプリ (pot-pourri)
- メゾン (maison)
- メトロ (métro)
- モアレ（moiré）
干渉縞のこと。印刷や画像処理の用語で、縞模様、波模様を指す時に使われる。
- モンタージュ (montage)
- ランデブー (rendez-vous)
会う約束（仕事のアポイント、デートなど）、会合や約束の場所の意。
- ルーレット (roulette)
- ルポルタージュ (reportage)
- レジュメ (résumé)
摘要、要約の意。